# 석남초등학교
석남초등학교는 대한민국 전라북도 고창군 상하면 석남길 27 (석남리)에 있었던 초등학교이다.

## 연혁
- 1963년 3월 2일 상하국민학교 석남분교장 설립
- 1967년 3월 6일 석남국민학교로 승격
- 1984년 3월 1일 병설유치원 개원
- 1996년 3월 1일 석남초등학교 개칭
- 2008년 3월 1일 상하초등학교로 통폐합